# Cristina Brunetti
Cristina Brunetti y Gayoso de los Cobos (Madrid, 1831-San Sebastián, 1914) fue una noble española. Ostentó el título nobiliario de duquesa de Mandas y Villanueva.

## Biografía
Nacida hacia enero de 1831 en Madrid, heredó el ducado de Mandas y Villanueva. En 1859 contrajo matrimonio con Fermín de Lasala y Collado, con quien no tuvo hijos. Falleció el 13 de agosto de 1914 en San Sebastián, en su palacio de Cristina Enea.